# Béla Balázs
Pour les articles homonymes, voir Balázs.
Béla Balázs, né sous le nom de Herbert Bauer le 14 août 1884 à Szeged et mort le 17 mai 1949 à Budapest, est un théoricien hongrois du cinéma, également cinéaste, écrivain, dramaturge, poète, romancier, feuilletoniste, auteur de contes et de nouvelles. Il vécut à Budapest, Vienne, Berlin, Moscou et fut adhérent au Parti communiste.

## Biographie
Ami et collaborateur de Béla Bartók et de Zoltán Kodály, il écrit le livret de A Kékszakállú herceg vára (Le Château de Barbe-Bleue) et du Prince de bois pour Bartók. Il a publié plusieurs recueils de poésie et de récits en langue hongroise. György Lukács le considérait comme l'un des plus grands poètes de sa génération. Membre du comité culturel révolutionnaire sous le régime de la "République des Conseils de Hongrie" (dite Commune) en 1919, il est obligé de se réfugier en Autriche, puis à Berlin après la chute.
Dès 1922 à Münich est édité un recueil de contes "chinois" qui ont inspiré à Mariette Lydis de superbes illustrations enluminées dans le style des icônes "Der Mantel der Träumes".
En 1924, il publie à Berlin en allemand un livre intitulé Der Sichtbare Mensch (L'Homme visible). Il y développe l’idée que le cinéma ouvre à une redécouverte des corps, du « langage des gestes, langue maternelle de l’humanité », après les siècles de triomphe du langage écrit. Le cinéma permettrait une redécouverte de l’Humanité, par-delà les spécifications nationales imposées par la culture écrite.
Il travaille comme scénariste pour les films de Leni Riefenstahl à Berlin, coscénariste de Georg Wilhelm Pabst. Après la prise du pouvoir par les Nazis, il quitte Berlin et s'installe à Moscou. En Union soviétique, il devient professeur de L'Institut Supérieur du Cinéma (V.G.I.K.), déployant une activité de grande envergure. Il a de bons contacts avec Sergueï Eisenstein, il partage en général l'opinion de ce dernier sur les questions théoriques du montage, ce qui n'empêche pas pour autant leurs débats et contravis occasionnels.
En 1945, il rentre en Hongrie, devient le fondateur de l'Institut Hongrois du Cinéma. Il est le scénariste du film de Géza Radványi, Quelque part en Europe (1948), premier succès mondial du cinéma hongrois après la guerre. Il enseigne à Prague ainsi qu'à Rome, où le théoricien marxiste Guido Aristarco (it) lui consacre d'importants chapitres dans ses livres. Bien que Béla Balázs ait reçu le Prix Kossuth, après le jugement politique défavorable porté d'une part sur quelques films d'Eisenstein en Union soviétique, d'autre part sur ses théories  "avant-gardistes" et "anti-réalistes", Balázs s'est vu vite marginalisé, limogé de ses postes.
Il meurt en 1949. Ses livres fondamentaux ne seront réédités en Hongrie qu'en 1958, puis dans les années 1970.

## Publications
- Béla Balázs (trad. de l'allemand Jacques Chavy), Le cinéma : nature et évolution d'un art nouveau [(de) « Der Film »], Paris, Payot, coll. « Petite bibliothèque Payot », 2011, (1re éd. 1948)  (ISBN 978-2-228-90698-2)
- Béla Balázs, L'Homme visible et l'esprit du cinéma, Circé, 2023, 156 p. (ISBN 978-2842425081)